# Neftalí Rivera
Neftalí Rivera Olivera (New York, 22 settembre 1948 – Hato Rey, 23 dicembre 2017) è stato un cestista portoricano.

## Carriera
Con Porto Rico ha disputato due edizioni dei Giochi olimpici (Monaco 1972, Montréal 1976) e due dei Campionati mondiali (1974, 1978).